# Trémouilles
Trémouilles település Franciaországban, Aveyron megyében. Lakosainak száma 473 fő (2022. január 1.). Trémouilles Arvieu, Canet-de-Salars, Comps-la-Grand-Ville, Flavin, Pont-de-Salars és Salmiech községekkel határos.

## Népesség
A település népessége az elmúlt években az alábbi módon változott:
| Lakosok száma | 709  | 546  | 503  | 521  | 507  | 505  | 504  | 485  | 476  | 473  |
|               | 1968 | 1982 | 1990 | 2006 | 2013 | 2015 | 2017 | 2019 | 2020 | 2022 |